# Provincia de Jorasán del Sur
Jorasán del Sur (en persa: استان خراسان جنوبی) es una de las 31 provincias en las que se divide Irán. Su capital es Biryand. otras ciudades importantes son Ferdóus, Tabás y Qaén. Fue creada en 2004, fecha en que la antigua provincia de Jorasán se dividió en tres. 

## Subdivisiones

Mapa dels shahrestanes de Jorasán del Sur.

La provincia se subdivide en once shahrestanes o "distritos": 
- Biryand
- Ferdóus
- Tabás
- Qaén
- Boshruyé
- Darmián
- Josf
- Nehbandán
- Sarayán
- Sarbishé
- Zirkuh

- Datos: Q171551
- Multimedia: South Khorasan Province / Q171551